# 粗壮单花荠
粗壮单花荠（学名：Pegaeophyton scapiflorum var. robustum）为十字花科单花荠属下的一个变种。